# Petalocephala
Petalocephala är ett släkte av insekter. Petalocephala ingår i familjen dvärgstritar.

## Dottertaxa tillPetalocephala, i alfabetisk ordning[1]
- Petalocephala adelungi
- Petalocephala alata
- Petalocephala arcuata
- Petalocephala armata
- Petalocephala bainbriggei
- Petalocephala baluchestanica
- Petalocephala bazarakana
- Petalocephala bicolor
- Petalocephala bipunctata
- Petalocephala castanea
- Petalocephala cephalotes
- Petalocephala chlorocephala
- Petalocephala chlorophana
- Petalocephala confusa
- Petalocephala conica
- Petalocephala conspersa
- Petalocephala conspicua
- Petalocephala cultellifera
- Petalocephala declivis
- Petalocephala duodiana
- Petalocephala engelhardti
- Petalocephala enigmoides
- Petalocephala eurglobata
- Petalocephala formosana
- Petalocephala fuscomarginata
- Petalocephala fusiformis
- Petalocephala glauca
- Petalocephala gonzalezi
- Petalocephala grandiosa
- Petalocephala granulosa
- Petalocephala hearsayi
- Petalocephala horishana
- Petalocephala hornei
- Petalocephala insignis
- Petalocephala ixion
- Petalocephala kamerunensis
- Petalocephala kempi
- Petalocephala koshunensis
- Petalocephala limbata
- Petalocephala manchurica
- Petalocephala nigrella
- Petalocephala nigrilinea
- Petalocephala obtusa
- Petalocephala ochracea
- Petalocephala perakensis
- Petalocephala perductalis
- Petalocephala philippina
- Petalocephala pilka
- Petalocephala planata
- Petalocephala porrigens
- Petalocephala potanini
- Petalocephala pullata
- Petalocephala pulsata
- Petalocephala punctatissima
- Petalocephala quadrimaculata
- Petalocephala raniceps
- Petalocephala remota
- Petalocephala rubromarginata
- Petalocephala rubromarginella
- Petalocephala rufa
- Petalocephala rufomarginata
- Petalocephala scutellaris
- Petalocephala signata
- Petalocephala skoba
- Petalocephala spicata
- Petalocephala stellata
- Petalocephala subacta
- Petalocephala subaquila
- Petalocephala tabulata
- Petalocephala taihorensis
- Petalocephala taikosana
- Petalocephala tenuifrons
- Petalocephala testacea
- Petalocephala trispicula
- Petalocephala turgida
- Petalocephala umbrosa
- Petalocephala unicolor
- Petalocephala uniformis
- Petalocephala wahlbergi
- Petalocephala walkeri
- Petalocephala viridis
- Petalocephala vittata